# Maa-cheru
Maa-cheru ist die altägyptische Bezeichnung der Prädikatstitel „Gerecht an Stimme“, „Gerechtfertigter“ und „Wahr an Stimme“. In der Frühzeit der altägyptischen Geschichte bezog sich der Titel Maa-cheru auf den verstorbenen König. Die noch immer vorhandenen Fehlinterpretationen dieses Prädikattitels beruhen zumeist auf früheren Ausführungen der Ägyptologie, in denen davon ausgegangen wurde, dass der Titel „Maa-cheru“ grundsätzlich an Verstorbene gekoppelt war.
Im Verlauf des Mittleren Reiches unterlag der Begriff einem Wandel und konnte sowohl auf einen erweiterten Personenkreis als auch für lebende Personen angewendet werden.

## „Maa-cheru“ im Totenkult

### Altes Reich
Im Alten Reich sahen die Ägypter den regierenden König (Pharao) als „lebenden Horus“, dem neben seiner königlichen Gefolgschaft das Recht zustand, in das Jenseits einzuziehen. Nach positiver Prüfung der Taten auf der Erde sprachen die Himmelsgottheiten das Urteil „Gerechtfertigt an Stimme, selig“. Der König durfte anschließend den Himmelsaufstieg beginnen.
Mit dem Aufkommen der Osiris-Verehrung in der 5. Dynastie und dem damit verbundenen Osirismythos sind erste Änderungen in der ägyptischen Mythologie erkennbar. Seth galt nun als Personifizierung des Todes, der für den Tod seines Bruders Osiris verantwortlich war. Osiris wurde dagegen als Gleichsetzung der Wiedergeburt verstanden. Der göttliche Richter gab daher dem Verstorbenen das Recht, gegen den Tod (Seth) vorzugehen. Nach dem symbolischen Sieg über Seth erfolgte das Urteil „Er (der Verstorbene) ist gerechtfertigt“.

### Mittleres Reich
Mit dem Ende der ersten Zwischenzeit trat eine liturgische Auslegungsveränderung ein. Den Prädikatstitel „Maa-cheru“ konnte nach dem Tod auch die Priesterschaft in Anspruch nehmen; etwas später folgten wohlhabende Privatleute, die gegen entsprechende finanzielle Opfer ebenfalls den Prädikatstitel für ihren Übertritt in die Duat erwarben. In der „Geschichte des Sinuhe“ wird der Vorgang des Himmelsaufstiegs von Amenemhet I. beschrieben:

„Der Gott stieg auf zu seinem Horizont. Der König von Ober- und Unterägypten, Sehetepibre (Amenemhet I.), er entfernte sich zum Himmel, indem er mit der Sonne verbunden wurde, indem sich der Gottesleib zu dem gesellte, der ihn gemacht hat.“

### Neues Reich

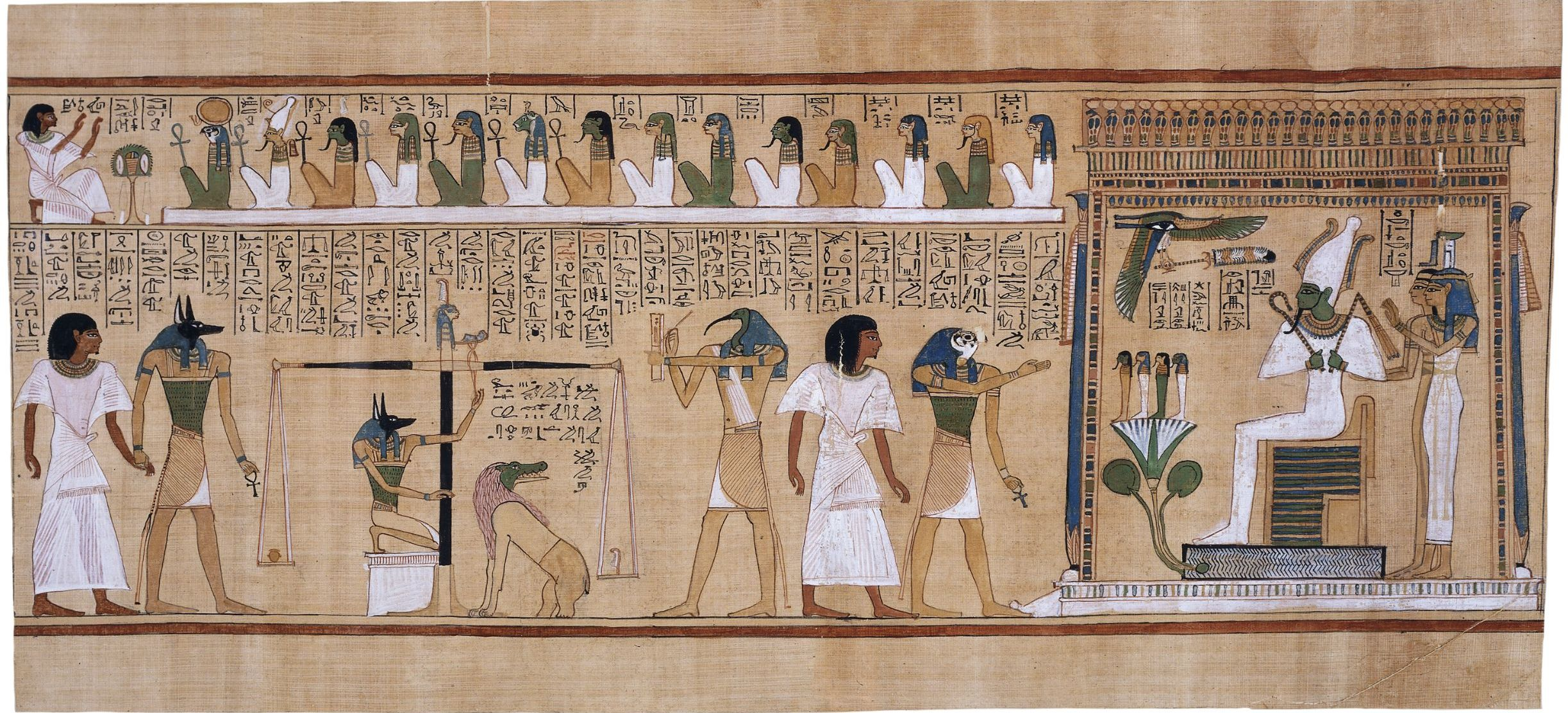
Totengericht: Szene des Wiegens des Herzens. (Papyrus des Hunefer im British Museum)

Mit Vereinigung der Totentexte im Totenbuch des Neuen Reiches fand eine weitere Lockerung im Umfeld der Personen statt, die in die Duat übertreten durften. Die alte Tradition des Totengerichtes wurde diesbezüglich reformiert. Das Aufwiegen der guten und der schlechten Taten entsprach dem traditionellen „Kampf vom Leben (Osiris) gegen den Tod (Seth)“.
Mit dem Obsiegen der guten Taten sprach das Totengericht das Urteil „Er (der Verstorbene) ist gerecht (wahr) an Stimme“. Somit stand dieser Prädikatstitel nicht allgemein für den Umstand, dass die betreffende Person verstorben war, sondern vielmehr als Zeichen, dass der Verstorbene seine Existenz aufgrund seines guten Lebenswandels in Sechet-iaru fortsetzen durfte.
Im Totenbuchspruch 172 wird ähnlich den Sargtexten des Mittleren Reiches mit Verleihung des Prädikattitels „Gerecht an Stimme“ der nun beginnende Himmelsaufstieg als „Auszug des Gerechtfertigten“ beschrieben: „Du ziehst aus und erblickst Re über den Himmelspfosten, den Trägern des Himmels, über dem Kopf des Iunmutef, über der Schulter des Upuaut.“

## „Maa-cheru“ als Prädikatstitel bei Lebenden

### Königskult
Seit dem Mittleren Reich war der Thronname der wichtigste Titel eines Königs. Die Könige erhielten diesen Namen im Seh-netjer anlässlich der Krönung. In den Anfängen des Alten Reichs hatte diesen wichtigen Status noch der Goldname inne.
In Verbindung mit der Nennung von Maa-cheru wird die Übersetzung unter den Ägyptologen kontrovers diskutiert. Im Umfeld der Ägyptologen, die sich mit dieser Problematik auseinandersetzen, wird es als wahrscheinlich angesehen, dass Maa-cheru einen militärischen Bezug hatte.
So fand sich der Prädikatstitel Maa-cheru häufig auf Felsinschriften in Verbindung mit Expeditionen.

### Anderweitige Verwendung
Seit dem Mittleren Reich taucht Maa-cheru als Epitheton innerhalb der Priesterschaft als Erweiterung des Titels auf. Hier könnte es sich um die Bedeutung der göttlichen Designation vom König handeln, da die Priesterschaft Tätigkeiten in den Totentempeln versah. Bei Privatleuten besteht die Möglichkeit, dass Maa-cheru als „Ehrenbezeichnung“ im Sinne von „Legitimierter“ benutzt wurde.